# Gesellschaftswissenschaftliches Grundstudium (DDR)
Das Gesellschaftswissenschaftliche Grundstudium war in der DDR für alle Studenten obligatorisch. Dazu gab es ab 1951 an allen Universitäten und Hochschulen ein Institut für Marxismus-Leninismus, nach der 3. Hochschulreform 1967 umbenannt in Sektion für Marxismus-Leninismus (ML), oder zumindest eine Abteilung für ML. Die ursprüngliche Bezeichnung war „Institut für Gesellschaftswissenschaften“. Die Einrichtungen waren die Träger der für sämtliche Studenten, wissenschaftlichen Mitarbeiter, Doktoranden und Hochschullehrer vorgeschriebenen marxistisch-leninistischen Aus- und Weiterbildung. Mit dem Ende der realsozialistischen Diktaturen in Osteuropa nach den Revolutionen im Jahr 1989 wurden sie aufgelöst.

## Geschichte

### Anfänge
Nach der Wiedereröffnung von Universitäten in der SBZ 1945 fanden im Rahmen der Ersten Hochschulreform ,Demokratische Kurse’ durch Politiker und Wissenschaftler statt, die einen antifaschistisch-demokratischen Tenor hatten. Auch Hochschuloffiziere der Roten Armee hielten in diesem Rahmen Vorträge.
Im Oktober 1946 wurde mit Unterstützung der SMAD erstmals an einer deutschen Universität in Jena ein Institut für Dialektischen Materialismus gegründet.
Im Dezember 1946 erging an die Universitäten Leipzig, Jena und Rostock der Befehl Nr. 333 der SMAD zur Gründung Gesellschaftswissenschaftlicher Fakultäten (Gewifak) zur Kaderausbildung auf diesem Gebiet. Die drei Gewifak nahmen 1947/48 zusammen 400 Studenten an, vorwiegend Studierende aus Arbeiterfamilien. Daraus sollten nach sowjetischem Vorbild auch Lehrkräfte für ein zukünftiges gesellschaftswissenschaftliches Grundstudium für alle Studenten ausgebildet werden. Noch vor der DDR-weiten Einführung wurde das Gesellschaftswissenschaftliche Grundstudium auf Veranlassung der Rektorin Eva Altmann obligatorischer Bestandteil des Studiums an der Hochschule für Planökonomie.

### Institute für Gesellschaftswissenschaften
Im Rahmen der Zweiten Hochschulreform 1951/52 erschien die Verordnung über die Neuorganisation des Hochschulwesens vom Februar 1951. Mit zentraler Steuerung durch ein Staatssekretariat für Hochschulwesen wurden u. a. eingeführt: ein gesellschaftswissenschaftliches Grundstudium als Pflichtfach für Studenten aller Fachrichtungen in der DDR, unter anleitender Aufsicht eines Prorektors für das Gesellschaftliche Grundstudium. Der Unterrichtserfolg in Grundlagen des Marxismus-Leninismus, Politischer Ökonomie und Dialektischem und Historischem Materialismus (Diamat) sollte kontrolliert werden durch Zwischenprüfungen am Ende jeden Studienjahres und eine Abschlussprüfung nach vier Jahren. Zur Durchführung des Grundstudiums wurden an allen Universitäten und Hochschulen Institute für Gesellschaftswissenschaften eingerichtet. Sie sollten sich gliedern in Abteilungen für Grundlagen des ML, der Politökonomie und des ,Diamat’. Es waren Planstellen zu schaffen für einen Institutsdirektor, weitere Professoren, Dozenten, Assistenten und Hilfsassistenten. Die Professoren und Dozenten des Gesellschaftswissenschaftlichen Grundstudiums sollten Mitglieder des Lehrkörpers der Hochschule sein. Die SED hatte eine Grundorganisation an den Instituten. Praktisch alle Hochschulkader der Institute waren Mitglieder der SED. 1958 wurden auf Anordnung des Staatssekretariats aus den ML-Dozenten in den verschiedenen Fakultäten Fakultätsabteilungen gebildet.

### Institute für Marxismus-Leninismus
1960 wurden die Institute für Gesellschaftswissenschaften – unter Beibehaltung ihrer Funktion – in Institute für Marxismus-Leninismus umbenannt.

### Sektionen für Marxismus-Leninismus
Die Dritte Hochschulreform der DDR mit dem Ziel des Umbaus zu sozialistischen Hochschulen erfolgte auf der Basis der Beschlüsse des 6. Parteitags der SED 1963. Sie wurde 1965 eingeleitet und 1968 praktisch umgesetzt. An den Universitäten und großen Hochschulen wurden die Institutsstrukturen durch Sektionen ersetzt (an kleineren Hochschulen blieben die Institute bestehen). So entstanden auch Sektionen für Marxismus-Leninismus mit einem Sektionsdirektor an der Spitze. Die Sektionen wurden im Allgemeinen dreigeteilt in Philosophische, Ökonomische und Historisch-Politikwissenschaftliche Disziplinen. Die Ordnung der Sektion ML der Universität Jena forderte 1968: Das Grundlagenstudium als Zentrum der Klassenerziehung müsse den ML in allen Bestandteilen „systematisch, parteilich, praxisverbunden und lebendig bei konsequenter Auseinandersetzung mit der modernen imperialistischen Ideologie“ vermitteln.

## Aufgaben
Im Herbst 1951 erfolgte die Einführung eines obligatorischen gesellschaftswissenschaftlichen Grundstudiums über drei bis vier Studienjahre für ausnahmslos alle Studenten an Universitäten und Hochschulen der DDR. Träger dieser Aufgabe waren die Gesellschaftswissenschaftlichen Institute/Abteilungen, später die Institute/Sektionen für ML. Die Lehrveranstaltungen fanden in Form von präsenzkontrollierten Seminaren, Kolloquien, Konsultationen und Vorlesungen statt. Dazu kam die Pflichtlektüre von ML-Literatur sowie Kontrollen durch Zwischen- und Hauptprüfungen. Definitiv nicht bestandene Prüfungen bedeuteten ebenso das Ende des Studiums wie bei Fachprüfungen. Inhaltlich sah das zentrale Lehrprogramm 1968 vor: im 1. Studienjahr 60 Unterrichtsstunden Geschichte der Arbeiterbewegung, im 2. Studienjahr 75 Stunden Dialektischer und Historischer Materialismus, im 3. Studienjahr 90 Stunden Politische Ökonomie und im 4. Studienjahr 45 Stunden Wissenschaftlicher Sozialismus. Die Einzelheiten wurden im Laufe der Jahre modifiziert. 1971 wurde ein Minimum von 300 Stunden angesetzt, das galt bis 1989. Regelmäßig sollten auch die aktuellen Beschlüsse der SED dargestellt werden.
Ab 1958 mussten auf dem Weg zur Promotion (A) in den verschiedenen Fachrichtungen auch ML-Kurse durchlaufen werden. Der Umfang sollte bei drei Stunden wöchentlich liegen, nach jedem Jahr hatte eine Leistungskontrolle zu erfolgen. Vor der Promotion musste als Teil des Promotionsverfahrens der Nachweis der erworbenen ML-Kenntnisse vor einem Prüfungsausschuss der Sektion ML erfolgen. Darüber hinaus wurden von Mitarbeitern der IML die Dissertationsarbeiten durchgesehen und z. B. auf die obligate Auswertung sowjetischer bzw. russischsprachiger Literatur überprüft. Mitarbeiter der IML waren auch bei den Verteidigungen der Dissertationen anwesend und stellten ihre Fragen.
Ab 1969 begann jedes Studienjahr ohne fachbezogene Lehrveranstaltungen mit einer Einführungswoche (Rote Woche), bei der die IML die Verantwortung hatten: mit Kurzlehrgängen, Seminaren, organisiertem Selbststudium, Darstellung aktueller Beschlüsse der SED-Führung und Interpretation der Weltlage.
Von der Universität Jena 1967 angeregt, fanden für die Professoren und Hochschuldozenten aller Fachdisziplinen Marxistisch-Leninistische Abendschulen (MLA) statt. Sie stellten das Partei-Lehrjahr für Parteilose und Angehörige der anderen Blockparteien dar. Die MLA fanden entweder monatlich oder zusammengefasst als Klausur-Wochen mit ganztägigen Veranstaltungen statt. Dabei wurden von den leitenden IML-Mitarbeitern auch Informationen mitgeteilt, die nicht für die breite Öffentlichkeit bestimmt waren. Die sich daraus ergebenden, teils angeregten Diskussionen erlaubten, sich ein ideologisches Bild von den Teilnehmern zu machen und entsprechende Beurteilungen zu verfassen. Diese kamen auch den Kaderabteilungen zur Kenntnis.
Laut einer Direktive des Ministeriums für Hoch- und Fachschulwesen von 1970 sollte die ML-Ausbildung nicht nur Aufgabe der entsprechenden Institute sein, sondern auch durch die geschulten Fachwissenschaftler als integraler Bestandteil ihrer Lehrveranstaltungen praktiziert werden.
Die nicht zu den Hochschullehrern gehörenden wissenschaftlichen Mitarbeiter (der Mittelbau) hatten ebenfalls – meist monatlich – marxistisch-leninistische Schulungen in Seminarform.
Mitarbeiter, bei denen man es für notwendig hielt, erhielten vor wissenschaftlichen Graduierungen (z. B. nach Antrag auf Facultas Docendi) Auflagen zum Selbststudium von Literatur der ‚Klassiker‘ (Marx, Engels, Lenin), auch der Geschichte der Arbeiterbewegung und der KPdSU. Danach erfolgte eine Konsultation über die Inhalte und Schlussfolgerungen, die daraus zu ziehen waren.
Die ML-Institute/Sektionen waren auch weltanschauliche Leiteinrichtungen für außeruniversitäre Lehrtätigkeiten im dazugehörenden Territorium: Schulungen und Weiterbildungsveranstaltungen in Betrieben und anderen Einrichtungen, Referententätigkeit im Parteilehrjahr der SED.
Die IML/Sektionen der Universitäten hatten auch den Aufbau entsprechender Einrichtungen in anderen Hochschulen zu initiieren und zu unterstützen: so die Universität Jena die 1954 gegründete Medizinische Akademie Erfurt, die Hochschulen für Musik und für Architektur und Bauwesen in Weimar, sowie die Hochschule für Elektrotechnik Ilmenau.
Die IML hatten enge Verbindungen zu den Studien- und Kader-Abteilungen der Universitäten und Hochschulen.
Mitarbeiter der IML hatten neben der im Vordergrund stehenden Lehrtätigkeit auch Forschungsaufgaben wahrzunehmen und zu publizieren.

## Mitarbeiter
Die Hochschulkader unter den Mitarbeitern waren Diplom-Gesellschaftswissenschaftler, Diplom-Philosophen, Diplom-Historiker oder hatten ein ähnliches Studium absolviert. Ihre Ausbildung hatten sie an entsprechenden Instituten der Universitäten, aber – besonders die Leitungskader – häufig auch an parteigebundenen akademischen Einrichtungen erhalten. Dazu gehörten die Parteihochschule Karl Marx in Berlin, das Institut für Marxismus-Leninismus beim ZK der SED, die Akademie für Gesellschaftswissenschaften beim ZK der SED und das ‚Franz-Mehring-Institut’ der Karl-Marx-Universität Leipzig. Für Leitungskader gab es auch Studienaufenthalte in der Sowjetunion.
1953 gab es insgesamt 66 ML-Lehrkräfte an den DDR-Hochschulen. 1969 zählte allein die Jenaer Sektion für ML 57, 1989 aber bereits 113 akademische Mitarbeiter, davon 11 Professoren und 18 Hochschuldozenten.

## Auflösung
Noch im September 1989 fanden an allen Hochschulen die Einführungswochen statt. Mit der Friedlichen Revolution wurde ab Wintersemester 1989 das vierjährige ML-Grundstudium eingestellt. Im Bemühen um ein neues Profil kam es zu selbständigen Umbenennungen der IML oder Teilen von ihnen: Sektion/Institut für Sozialwissenschaften, Soziologie, Politikwissenschaften, Zivilisationsforschung, Friedens- und Konfliktforschung.
Am 23. Mai 1990 informierte die einzige frei gewählte DDR-Regierung sämtliche über 50 Universitäten und Hochschulen der DDR telegraphisch über den Beschluss zur Abberufung aller Hochschullehrer für ML. Schon vorher hatten die neu gewählten Gremien der meisten Hochschulen Aktivitäten in dieser Richtung unternommen. Ende 1990 informierten die Regierungen der neuen Bundesländer ihre Hochschulen offiziell, dass die ML-Institute nicht in die neue Hochschulstruktur übernommen würden. Den Abwicklungsbescheiden für die sich auflösenden Institute folgten die Abberufungsurkunden für die noch vorhandenen ML-Hochschullehrer.

## Andere Länder
Auch an den Hochschulen der Sowjetunion und aller anderen osteuropäischen Länder hat es bis zu den politischen Umbrüchen 1989 bis 1991 Marxistisch-Leninistische Institute gegeben. Ihren Ursprung hatten sie 1921 in Sowjetrussland, wo der Rat der Volkskommissare unter Lenin die obligatorische Vermittlung entsprechenden politischen Wissens an den Hochschulen der RSFSR dekretierte. Der Begriff Marxismus-Leninismus wurde 1938 von Stalin und dem ZK der KPdSU als obligatorisch festgelegt, ebenso dessen Vermittlung an den sowjetischen Hochschulen.